# Вишневский (Новосибирская область)
Вишневский — исчезнувший посёлок в Болотнинском районе Новосибирской области. На момент упразднения входил в состав Боровского сельсовета. Исключен из учётных данных в 1968 году.

## География
Располагалась на левом берегу реки Верхний Елбак, в 7 км к юго-западу от села Карасёво.

## История
Посёлок был основан в 1918 г. В 1926 году состоял из 52 хозяйств. В административном отношении входил в состав Демидо-Карповского сельсовета Болотнинского района Томского округа Сибирского края.
С 1954 года в составе Егоровский сельсовет; с 1966 года в Боровском сельсовете.. Упразднён в 1968 году.

## Население
По переписи 1926 г. в посёлке проживало 256 человек (138 мужчин и 118 женщин), основное население — русские.